# Фик, Адольф Гастон Ойген
Адольф Гастон Ойген Фик (нем. Adolf Gaston Eugen Fick; 22 февраля 1852, Марбург — 11 февраля 1937, Хершинг-ам-Аммерзе) — немецкий медик, офтальмолог. Изобретатель контактных линз.

## История
Сын анатома Франца Людвига Фика. После ранней смерти отца воспитывался в семье дяди, физиолога Адольфа Ойгена Фика. Изучал медицину в Вюрцбурге, Цюрихе, Марбурге и Фрайбурге.
В 1887 году была изготовлена первая успешная модель контактной линзы, которую он проверял в первую очередь на кроликах, затем на себе, и, наконец, на небольшой группе добровольцев. Это считалось первой успешной моделью контактной линзы. Его идея была выдвинута независимо несколькими новаторами в последующие годы.
Во время Первой мировой войны Фик возглавлял полевые госпитали во Франции, России и Турции. В то же время он продолжал работать над офтальмологической анатомией и оптикой.
Адольф Гастон Ойген Фик — отец архитектора Родериха Фика.